# San Manuel (Isabela)
San Manuel é um município de  quarta classe de renda municipal (d) na província Isabela, nas Filipinas. De acordo com o censo de 1 de maio  de  2020 possui uma população de 34 085 pessoas e 8 714 domicílios.